# Station Kensal Green
Kensal Green is een station van National Rail en de metro van Londen. Het ligt aan de Bakerloo line tussen Queen's Park en Willesden Junction. Treinen van London Overground rijden tussen Station London Euston en Watford Junction.

## Geschiedenis
Op 20 juli 1837 werd het eerste deel van de London and Birmingham Railway  (L&BR), onderdeel van de West Coast Main Line (WCML), geopend met tussen Euston en Watford alleen een station bij Harrow, de hele lijn tussen Londen en Birmingham was gereed op 9 april 1838. In het begin van de twintigste eeuw kwam de London and North Western Railway (LNWR) met een plan voor een elektrische voorstadslijn (“New Line”) tussen Euston en Watford. Deze voorstadslijn werd gebouwd tussen 1910 en 1912 en kreeg, als verwijzing naar de gebruikte gelijkstroom -DC in het Engels-, de naam Watford DC Line. 
De voorstadstreinen begonnen hun diensten op 15 juni 1912 en sinds 10 mei 1915 rijdt de Bakerloo line ook over de Watford DC Line. Kensal Green zelf werd op 1 oktober 1916 ingevoegd ter hoogte van de kruising van de Harrow Road en de College Road. Het stationsgebouw uit 1916, boven de WCML, werd in 1980 vervangen door een nieuw stationsgebouw boven de tunnels van de Watford DC Line. Sinds november 2007 worden national rail-diensten die Kensal Green bedienen, geëxploiteerd door London Overground Rail Operations o.g.v. een overeenkomst met Transport for London onder het merk London Overground, het station wordt beheerd door de Londense metro.

## Ligging en inrichting
Kensal Green ligt aan College Road, Londen NW10, dicht bij de kruising met Harrow Road. Het is ongeveer 750 meter over de weg naar Station Kensal Rise ten noordoosten van Kensal Green. Dat station aan de North London Line heette tot 1890 zelf Kensal Green. Het stationsgebouw staat recht boven de tunnels en is met toegangstrappen verbonden met de perrons. 

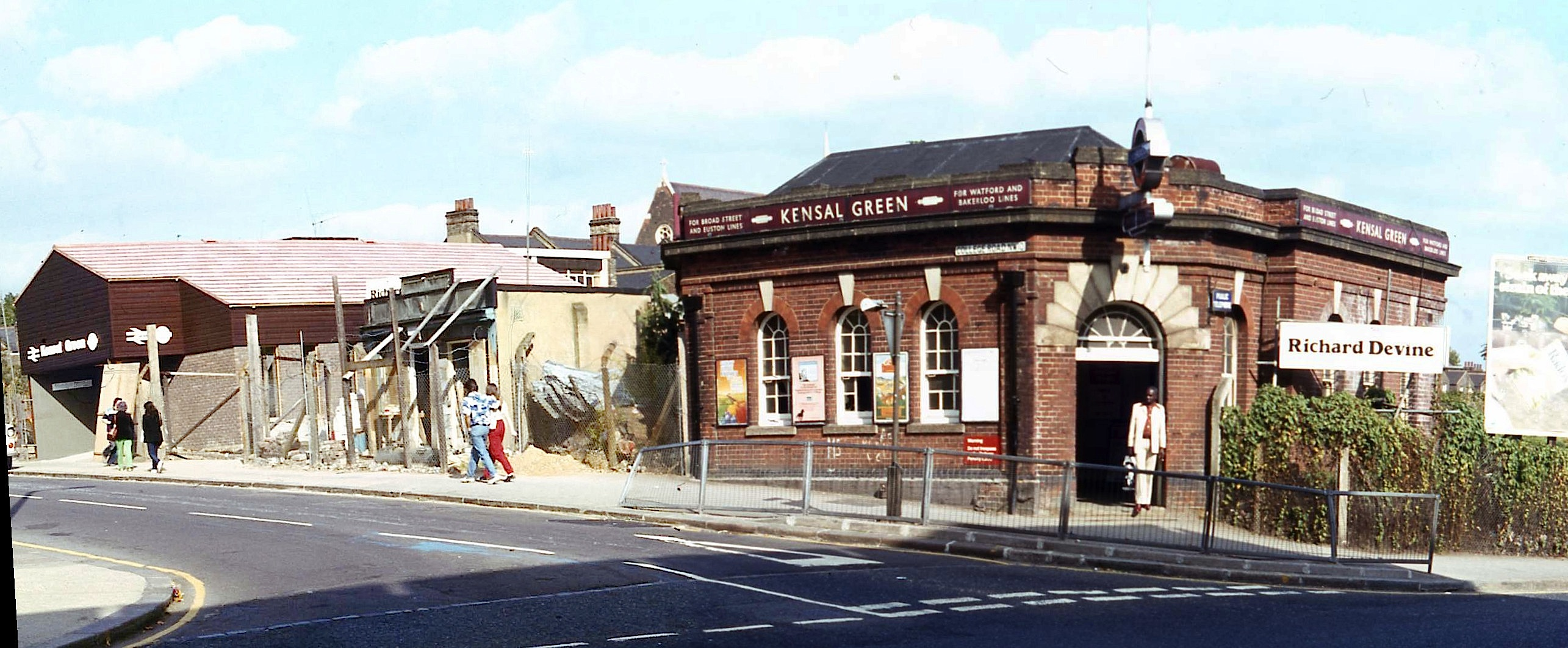
Nieuw (links) en Oud (rechts) vlak voor de opening van het nieuwe station.
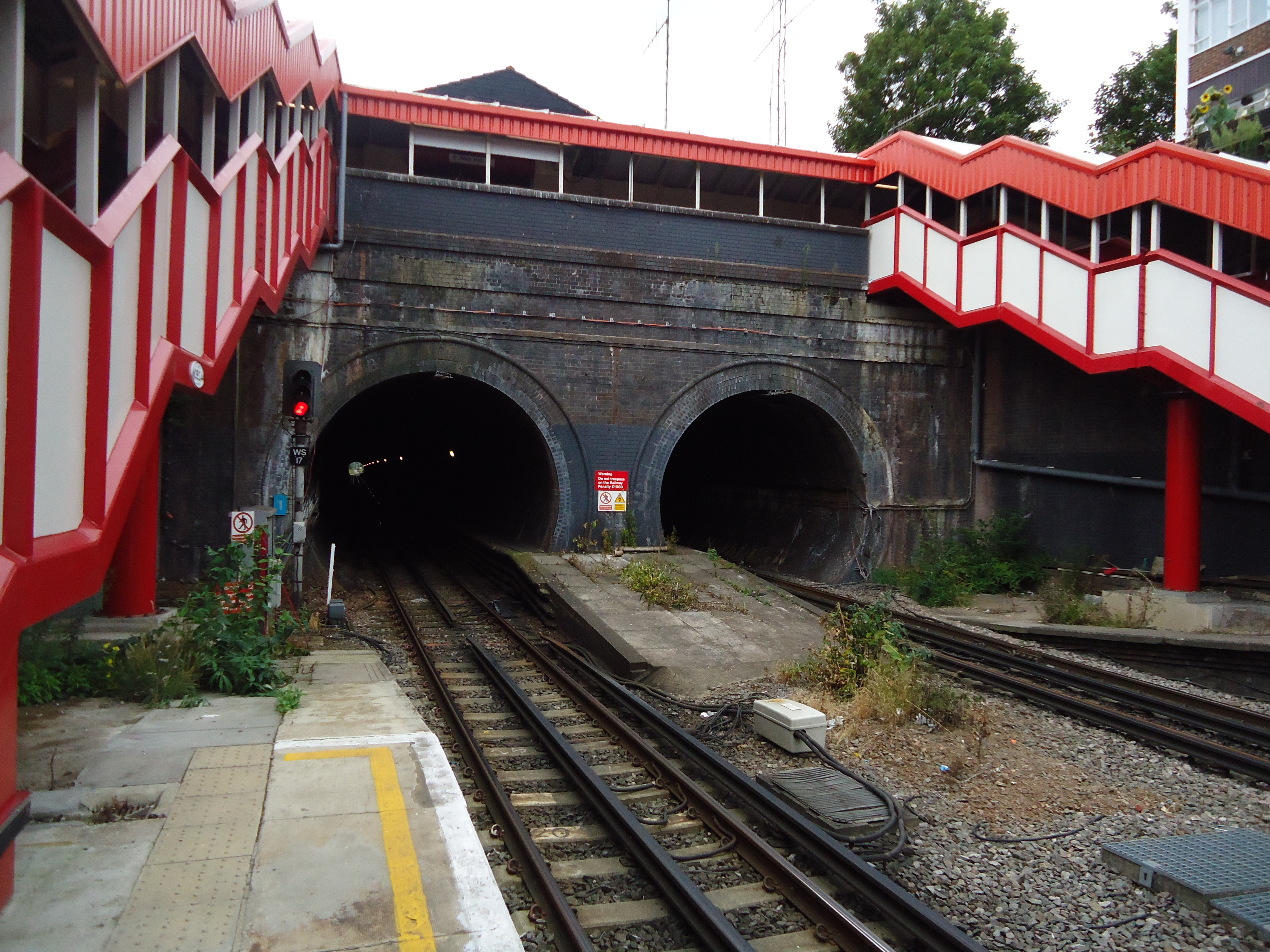
De tunnelmonden tussen de toegangstrappen aan de westkant van de perrons.
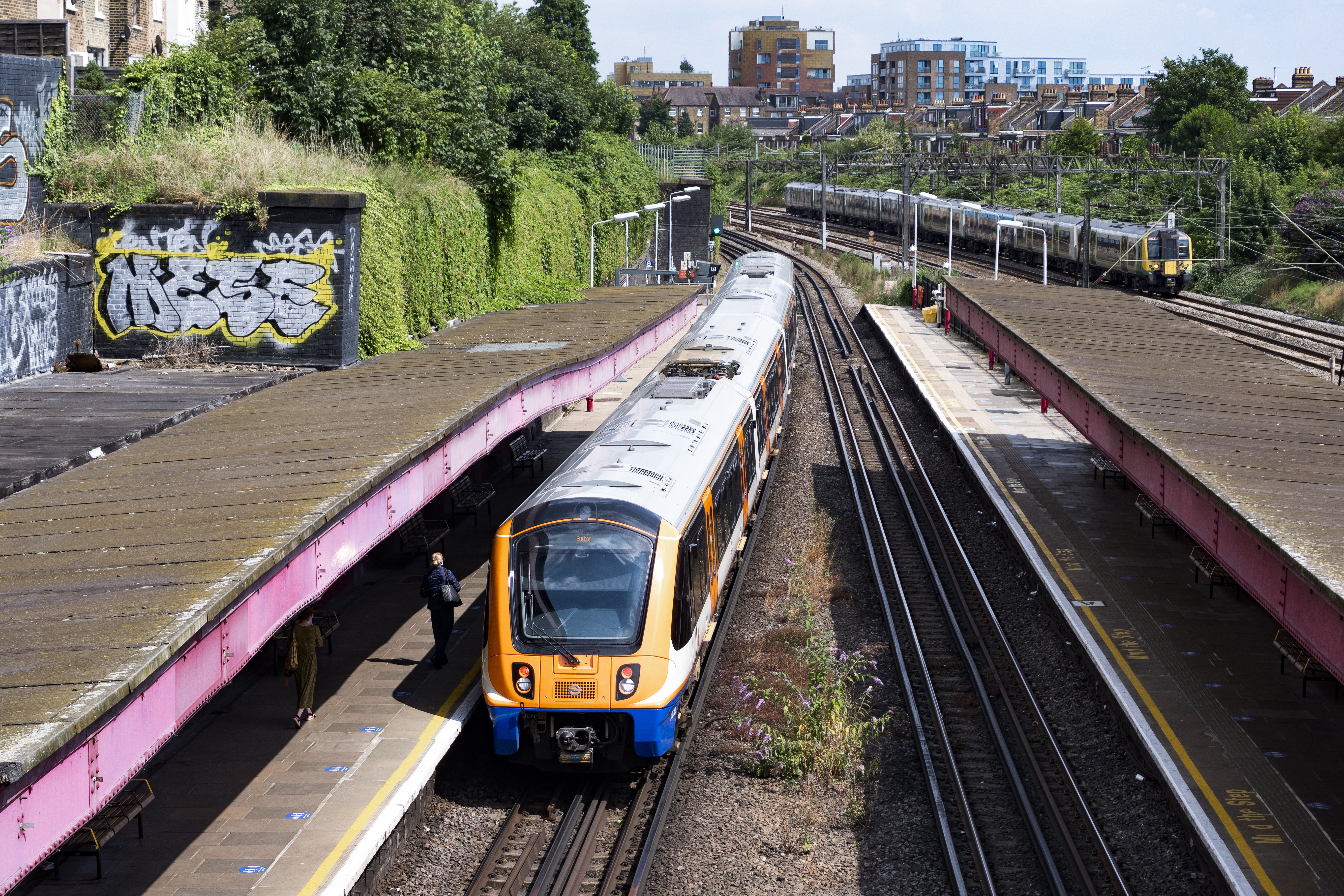
De Overground naar Euston, rechts de WCML.

## Incidenten
Het station kwam begin 2006 in het nieuws toen Thomas ap Rhys Pryce werd vermoord bij een overval in Kensal Green nadat hij het station had verlaten. De twee hoofdverdachten hadden diezelfde avond, kort voor de moord, ook het station bezocht en een man op het perron overvallen. Een verdachte probeerde een dag na het incident op het station de Oyster Card van Pryce te gebruiken wat te zien was op camerabeelden, hetgeen hielp bij het politieonderzoek.
Dit incident leidde tot een grote maatschappelijke discussie over de veiligheid en beveiliging van het station, vooral omdat het station onbemand was toen de passagier werd overvallen. De enige aanwezige beveiliging waren cameratoezicht en de OV-poortjes stonden open waardoor de verdachten het station vrij konden betreden. Veel bekende politici spraken over de veiligheid van het station en riepen spoorwegmaatschappijen op om beveiliging te bieden of het station te bemannen tot na de laatste trein van de dag.
De toenmalige burgemeester van Londen, Ken Livingstone, raakte hier persoonlijk bij betrokken en viel Silverlink, de toenmalige exploitant van het station, in het openbaar aan omdat ze geen personeel of beveiliging bood tijdens de openingstijden van het station. Hij stelde ook dat de gunning ook de verplicht omvatte om het station te bemannen totdat de laatste trein was vertrokken. Uiteindelijk, tegen het laatste kwartaal van 2006, huurde Silverlink een particulier beveiligingsbedrijf in om op het station te patrouilleren, en liet in de stationshal ook luidsprekers installeren om bendes jongeren te weerhouden om rond te hangen. 

## Fotoarchief
- London Transport Museum Photographic Archive
  - Het stationsgebouw in 1928

Harrow & Wealdstone ·
Kenton ·
South Kenton ·
North Wembley ·
Wembley Central ·
Stonebridge park ·
Harlesden ·
Willesden Junction ·
Kensal Green ·
Queen's Park ·
Kilburn Park ·
Maida Vale ·
Warwick Avenue ·
Paddington ·
Edgware Road ·
Marylebone ·
Baker Street ·
Regent's Park ·
Oxford Circus ·
Piccadilly Circus ·
Charing Cross ·
Embankment ·
Waterloo ·
Lambeth North ·
Elephant & Castle
Station London Euston · South Hampstead · Kilburn High Road · Queen's Park · Kensal Green · Willesden Junction · Harlesden · Stonebridge Park · Wembley Central · North Wembley · South Kenton · Kenton · Harrow & Wealdstone · Headstone Lane · Hatch End · Carpenders Park · Bushey · Watford High Street · Watford Junction